# Rein Zwart Bokaal 2024
De Marathonschaatsen 2023/2024 Marathon Cup 11; Rein Zwart Bokaal 2024 was de vijftiende wedstrijd van het Marathonseizoen die op zaterdag 13 januari 2024 plaatsvond op Thialf in Heerenveen. Het was de derde editie dat de Rein Zwart Bokaal werd gehouden ter na gedachtenis aan Rein Zwart. 
Er was geen wedstrijd voor de beloften vrouwen. 
De top-divisie wedstrijd voor mannen werd door Tjerk de Boer gewonnen. Met een lange sprint snelde De Boer naar zijn allereerste overwinning op het hoogste niveau. Robert Post was in de kopgroep van elf goed voor een tweede plaats, Jeroen Janissen werd derde. Al vroeg in de wedstrijd ging een opvallende kopgroep zonder klassementsleider Harm Visser en andere favorieten rond waarna het enkel Niels Overvoorde nog lukte over te steken. Marijke Groenewoud won de top-divisie wedstrijd bij de vrouwen. Groenewoud sluit een week die ze begon met drie Europese langebaantitels en waarin ze twee natuurijsmarathons won in Thialf af met haar negende kunstijsoverwinning in het marathonschaatsen. Groenewoud ontsnapte 15 ronden voor het eind solo uit een sterke kopgroep van elf en dubbelde als enige het peloton. Irene Schouten klopte Esther Kiel in de sprint om de tweede plaats en nam het oranje leiderspak over van Elsemieke van Maaren die de slag miste. 
James Duivenvoorden had de zegereeks van OKAY/Interfarms doorbroken en won de beloften mannen wedstrijd. Duivenvoorden snelde in de finale uit een kopgroep naar de overwinning in de elfde cupwedstrijd. Gert-Jan van Diepen eindigde achter Duivenvoorden als tweede, Kevin van der Horst eindigde als derde. Klassementsleider Wisse Slendebroek was ziek afwezig maar behield dankzij zijn riante voorsprong het oranje leiderspak.

## Tijdschema
| Datum                    | Tijd (CET) | Onderdeel           |
| ------------------------ | ---------- | ------------------- |
| Zaterdag 13 januari 2024 | 19:00      | Top-divisie vrouwen |
| Zaterdag 13 januari 2024 | 20:15      | Top-divisie mannen  |
| Zaterdag 13 januari 2024 | 21:45      | Beloften mannen     |

## Podia
| Klasse             | Eerste              | Tweede              | Derde               |
| ------------------ | ------------------- | ------------------- | ------------------- |
| Topdivisie mannen  | Tjerk de Boer       | Robert Post         | Jeroen Janissen     |
| Topdivisie vrouwen | Marijke Groenewoud  | Irene Schouten      | Esther Kiel         |
| Beloften mannen    | Colin Duivenvoorden | Gert-Jan van Diepen | Kevin van der Horst |

## Uitslag Top-divisie mannen[2]
| #      | Rijder               | Nationaliteit | Ploeg                         | Ronde | Punten |
| ------ | -------------------- | ------------- | ----------------------------- | ----- | ------ |
| Goud   | Tjerk de Boer        | Nederland     | Royal A-ware                  | 126   | 30,1   |
| Zilver | Robbert Post         | Nederland     | Jumbo-Visma                   | 126   | 26     |
| Brons  | Jeroen Janissen      | Nederland     | OKAY/Interfarms               | 126   | 23     |
| 4      | Crispijn Ariëns      | Nederland     | Team Reggeborgh               | 126   | 22     |
| 5      | Kevin Hoekstra       | Nederland     | Bouwselect-De Haan Westerhoff | 126   | 21     |
| 6      | Germain Deschamps    | Frankrijk     | Team Novus                    | 126   | 20     |
| 7      | Remco Stam           | Nederland     | Jumbo-Visma                   | 126   | 19     |
| 8      | Lars Woelders        | Nederland     | OKAY/Interfarms               | 126   | 18     |
| 9      | Luuk Loohuis         | Nederland     | Port of Amsterdam / SKITS     | 126   | 17     |
| 10     | Lex Dijkstra         | Nederland     |                               | 125   | 16     |
| 11     | Niels Overvoorde     | Nederland     | Sportchaletviehhofen.at       | 125   | 10     |
| 12     | Harm Visser          | Nederland     | Jumbo-Visma                   | 126   | 9      |
| 13     | Daan Gelling         | Nederland     | Royal A-ware                  | 125   | 8      |
| 14     | Indra Médard         | België        | Sprog                         | 125   | 7      |
| 15     | Peter Michael        | Nieuw-Zeeland | A6.nl / KMC                   | 125   | 6      |
| 16     | Christian Haasjes    | Nederland     | Sprog                         | 125   | 5      |
| 17     | Jan Hamers           | Nederland     | Sprog                         | 125   | 4      |
| 18     | Roel Boek            | Nederland     | Port of Amsterdam / SKITS     | 125   | 3      |
| 19     | Christoffel Hendriks | Nederland     | Port of Amsterdam / SKITS     | 126   | 7      |
| 20     | Jordy Harink         | Nederland     | Royal A-ware                  | 125   | 1      |

125 ronden
1:03:19uur (gem. 30,4sec) 47,4km/h

## Uitslag Top-divisie vrouwen[3]
| #      | Rijder                 | Nationaliteit | Ploeg                               | Ronde | Punten |
| ------ | ---------------------- | ------------- | ----------------------------------- | ----- | ------ |
| Goud   | Marijke Groenewoud     | Nederland     | Team Albert Heijn Zaanlander        | 81    | 30,1   |
| Zilver | Irene Schouten         | Nederland     | Team Albert Heijn Zaanlander        | 80    | 21     |
| Brons  | Esther Kiel            | Nederland     | BDM-BTZ                             | 80    | 18     |
| 4      | Maaike Verweij         | Nederland     | Team Albert Heijn Zaanlander        | 80    | 17     |
| 5      | Dieuwertje van Kalken  | Nederland     | Turner                              | 80    | 16     |
| 6      | Beau Wagemaker         | Nederland     | PGM Bakker                          | 80    | 15     |
| 7      | Lianne van Loon        | Nederland     | KNSB Inline Selectie                | 80    | 14     |
| 8      | Iris van der Stelt     | Nederland     | PEER racefietsen Wijk en Aalburg    | 80    | 13     |
| 9      | Tessa Snoek            | Nederland     | VGR Sport / Vreugdenhil Dairy Foods | 80    | 12     |
| 10     | Emma Engbers           | Nederland     | VGR Sport / Vreugdenhil Dairy Foods | 80    | 11     |
| 11     | Merel Bosma            | Nederland     | BDM-BTZ                             | 80    | 10     |
| 12     | Evelien Vijn           | Nederland     |                                     | 80    | 9      |
| 13     | Ineke Dedden           | Nederland     | BDM-BTZ                             | 80    | 8      |
| 14     | Elsemieke van Maaren   | Nederland     | BDM-BTZ                             | 80    | 7      |
| 15     | Evi Gelling            | Nederland     | Turner                              | 80    | 6      |
| 16     | Arianna Pruisscher     | Nederland     | Team Albert Heijn Zaanlander        | 80    | 5      |
| 17     | Hilde Noppert          | Nederland     | Bouwbedrijf de Vries                | 80    | 4      |
| 18     | Femke Mossinkoff       | Nederland     | Van Ramshorst Renault               | 80    | 3      |
| 19     | Tjilde Bennis          | Nederland     | Turner                              | 80    | 2      |
| 20     | Loesanne van der Geest | Nederland     | PGM Bakker                          | 80    | 1      |

80 ronden
0:43:09uur (gem. 32,4sec) 44,5km/h

## Uitslag beloften mannen[4]
| #      | Rijder              | Nationaliteit | Ploeg                                  | Ronde | Punten |
| ------ | ------------------- | ------------- | -------------------------------------- | ----- | ------ |
| Goud   | Colin Duivenvoorden | Nederland     | Douma Staal                            | 100   | 25,1   |
| Zilver | Gert-Jan van Diepen | Nederland     |                                        | 100   | 21     |
| Brons  | Kevin van der Horst | Nederland     | OKAY/Interfarms                        | 100   | 18     |
| 4      | Giovanni Trébouta   | Frankrijk     |                                        | 100   | 17     |
| 5      | Arn Botman          | Nederland     | Wokke Vastgoed                         | 100   | 16     |
| 6      | Bram Kras           | Nederland     | Wokke Vastgoed                         | 100   | 15     |
| 7      | Nino van Dijk       | Nederland     | Traumeel Gel                           | 100   | 14     |
| 8      | Daan Berkhout       | Nederland     | Team Reggeborgh                        | 100   | 12     |
| 9      | Mitchel Zijp        | Nederland     | Forte Sportswear                       | 100   | 12     |
| 10     | Guido Maat          | Nederland     | Forte Sportswear                       | 100   | 11     |
| 11     | Mathijs van Zwieten | Nederland     | Douma Staal                            | 100   | 10     |
| 12     | Gijs Verduijn       | Nederland     |                                        | 100   | 9      |
| 13     | Joost de Jong       | Nederland     | Van Ramshorst Renault                  | 100   | 8      |
| 14     | Mats ten Cate       | Nederland     | Speelman / Kuil                        | 100   | 7      |
| 15     | Fred Schouwenaar    | Nederland     | Ormer ICT                              | 100   | 6      |
| 16     | Melle Brouwer       | Nederland     | Ormer ICT                              | 100   | 5      |
| 17     | Jelle Koeleman      | Nederland     | Spieren voor Spieren / Douna Machinery | 100   | 4      |
| 18     | Jurrian Haasjes     | Nederland     | Arbeidsrecht de Graaf                  | 100   | 3      |
| 19     | Jorian ten Cate     | Nederland     | OKAY/Interfarms                        | 100   | 2      |
| 20     | Chris Berkhout      | Nederland     | Van Ramshorst Renault                  | 100   | 1      |

100 ronden
0:52:56uur (gem. 31,8sec) 45,3km/h

### Snelste wedstrijdgemiddelde
| Klasse              | Snelste gemiddelde       | Tijd     | Ronden | Schaatsster         | Nationaliteit | Ploeg                        |
| ------------------- | ------------------------ | -------- | ------ | ------------------- | ------------- | ---------------------------- |
| Top-divisie Mannen  | 47,4 km/h (gem. 30,4sec) | 01:03:19 | 125    | Tjerk de Boer       | Nederland     | Royal A-ware                 |
| Top-divisie Vrouwen | 44,5 km/h (gem. 32,4sec) | 00:43:09 | 80     | Marijke Groenewoud  | Nederland     | Team Albert Heijn Zaanlander |
| Beloften Mannen     | 45,3 km/h (gem. 31,8sec) | 00:52:56 | 100    | Colin Duivenvoorden | Nederland     | Douma Staal                  |

Eendaagse wedstrijden:
NK kunstijs · 
Amsterdam · 
Open NK natuurijs · 
Winterswijk · 
Noordlaren ·
 Open VK natuurijs

Marathon Cup:
1. Groningen · 
2. Utrecht · 
3. Heerenveen ·
4. Den Haag · 
5. Haarlem · 
6. Hoorn · 
7. Deventer · 
8. Breda · 
9. Groningen · 
10. Tilburg · 
11. Heerenveen · 
12. Eindhoven · 
13. Alkmaar ·
14. Amsterdam · 
15. Finale Leeuwarden

Grand Prix:
 Weissensee:
Aart Koopmans Memorial · 
Sprint · 
Alternatieve Elfstedentocht ·
 Luleå:
Marathon · 
Sprint · 
Sea Ice Classic

Klassementen: KNSB Cup ·
Jongeren · 
Ploegen ·
Grand Prix ·
Brabantcup ·
Natuurijs vierdaagse
Lijst van schaatsmarathonrijders 2023/2024
2023 · 
2024 · 
2025 ·